# Magnus Brunner
Pour les articles homonymes, voir Brunner.
Magnus Brunner, né le 6 mai 1972 à Höchst, est un homme politique autrichien, membre du Parti populaire autrichien (ÖVP).
En 2024, il devient commissaire européen aux Affaires intérieures et aux Migrations après avoir été ministre ministre fédéral des Finances en décembre 2021.

## Biographie
Brunner étudié le droit à l'Université d'Innsbruck, à l'Université de Vienne (Dr. iur.) et au King's College de Londres (LLM).
De 2009 à 2020, Brunner est membre du Conseil fédéral autrichien du Land de Vorarlberg et de 2007 à 2020, il est président du conseil d'administration de l'agence de règlement OeMAG pour Ökostrom AG.
Il intègre en janvier 2020 le gouvernement Kurz II comme secrétaire d'État (Staatssekretär) à l'action climatique et à l'énergie au ministère fédéral du Climat, de l'Environnement, de l'Énergie, des Mobilités, de l'Innovation et de la Technologie ; il conserve ce portefeuille au sein de l'éphémère Gouvernement Schallenberg entre octobre et décembre 2021.
Lors de la constitution du Gouvernement Nehammer, il est Ministre fédéral des Finances.
Après les élections européennes de 2024, le gouvernement autrichien a nommé Brunner au poste de commissaire européen du pays sous la présidence d'Ursula von der Leyen.

## Distinction
- Grand croix de l'Ordre du mérite princier du Liechtenstein en 2024[2]